# Elateriformia
L'infraordine degli Elateriformia Crowson, 1960, è un raggruppamento dell'ordine dei Coleoptera (sottordine Polyphaga). Le famiglie più importanti annoverano specie d'interesse agrario o forestale le cui larve in genere vivono a danno degli apparati radicali delle piante agrarie e forestali, tuttavia sono vi sono comprese anche famiglie con specie utili.
L'ordine annovera spesso coleotteri di facile riconoscimento sia allo stadio adulto sia allo stadio giovanile per le particolari caratteristiche morfologiche, funzionali o etologiche non presenti in altri raggruppamenti sistematici.

## Sistematica
L'infraordine si suddivide in 5 superfamiglie:
- Superfamiglia Scirtoidea Fleming, 1821
  - Famiglia Decliniidae Nikitsky, Lawrence, Kirejtshuk and Gratshev, 1994
  - Famiglia Eucinetidae Lacordaire, 1857
  - Famiglia Clambidae Fischer von Waldheim, 1821
  - Famiglia Scirtidae Fleming, 1821
  - Famiglia †Elodophthalmidae Kirejtshuk and Azar, 2008
  - Famiglia †Mesocinetidae Kirejtshuk and Ponomarenko, 2010

- Superfamiglia Dascilloidea Guérin-Méneville, 1843 (1834)
  - Famiglia Dascillidae Guérin-Méneville, 1843 (1834)
  - Famiglia Rhipiceridae Latreille, 1834

- Superfamiglia Buprestoidea Leach, 1815
  - Famiglia Schizopodidae LeConte, 1859
  - Famiglia Buprestidae Leach, 1815

- Superfamiglia Byrrhoidea Latreille, 1804
  - Famiglia Byrrhidae Latreille, 1804
  - Famiglia Elmidae Curtis, 1830
  - Famiglia Dryopidae Billberg, 1820 (1817)
  - Famiglia Lutrochidae Kasap and Crowson, 1975
  - Famiglia Limnichidae Erichson, 1846
  - Famiglia Heteroceridae MacLeay, 1825
  - Famiglia Psephenidae Lacordaire, 1854
  - Famiglia Cneoglossidae Champion, 1897
  - Famiglia Ptilodactylidae Laporte, 1836
  - Famiglia Podabrocephalidae Pic, 1930
  - Famiglia Chelonariidae Blanchard, 1845
  - Famiglia Eulichadidae Crowson, 1973
  - Famiglia Callirhipidae Emden, 1924

- Superfamiglia Elateroidea Leach, 1815
  - Famiglia Rhinorhipidae Lawrence, 1988
  - Famiglia Artematopodidae Lacordaire, 1857
  - Famiglia Brachypsectridae LeConte and Horn, 1883
  - Famiglia Cerophytidae Latreille, 1834
  - Famiglia Eucnemidae Eschscholtz, 1829
  - Famiglia Throscidae Laporte, 1840 nomen protectum
  - Famiglia †Praelateriidae Dolin, 1973
  - Famiglia Elateridae Leach, 1815
  - Famiglia Plastoceridae Crowson, 1972
  - Famiglia Drilidae Blanchard, 1845
  - Famiglia Omalisidae Lacordaire, 1857
  - Famiglia †Berendtimiridae Winkler, 1987
  - Famiglia Lycidae Laporte, 1836
  - Famiglia Telegeusidae Leng, 1920
  - Famiglia Phengodidae LeConte, 1861
  - Famiglia Rhagophthalmidae Olivier, 1907
  - Famiglia Lampyridae Rafinesque, 1815
  - Famiglia Omethidae LeConte, 1861
  - Famiglia Cantharidae Imhoff, 1856 (1815)